# Historia animalium

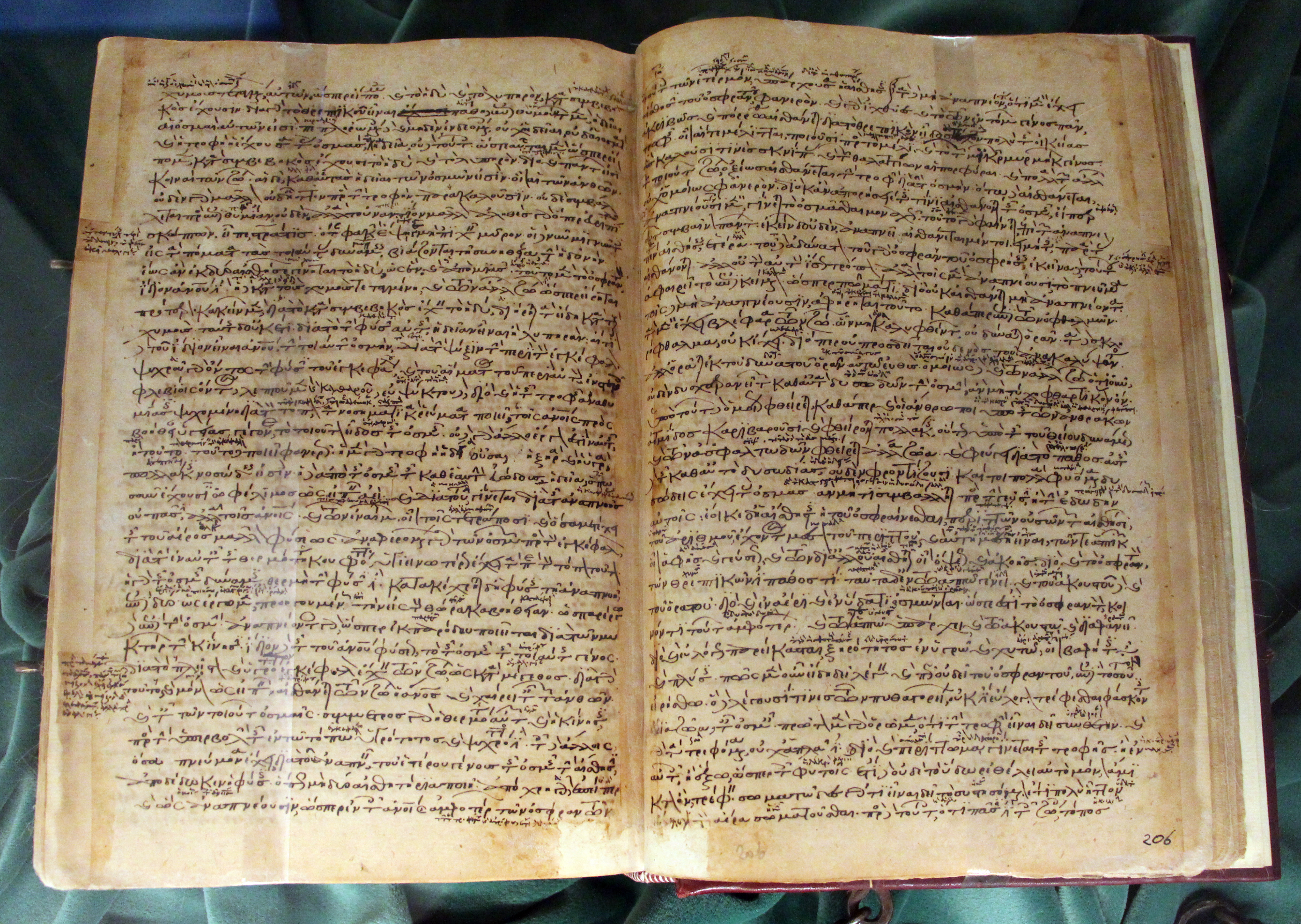
Die Historia animalium in einer Handschrift des 12. Jahrhunderts in Florenz, Biblioteca Medicea Laurenziana, plut. 87.4

Die Historia animalium (altgriechisch Περὶ τὰ ζῷα ἱστορίαι ‚Tierkunde‘) ist eine im 4. Jahrhundert v. Chr. entstandene zoologische Schrift des Aristoteles. Sie bezweckt eine empirische Bestandsaufnahme des zoologischen Wissens als Basis für eine Ermittlung der Ursachen, die den Erscheinungen zugrunde liegen.
Gleichnamige Werke verfassten im 16. Jahrhundert Conrad Gessner und Ulisse Aldrovandi.

## Umfang und Entstehungszeit
Die Historia animalium des Aristoteles ist Teil des Corpus Aristotelicum. In ihrer überlieferten Gestalt besteht sie aus zehn Büchern, deren Reihenfolge teilweise im Lauf der Zeit geändert wurde und daher in den modernen Textausgaben variiert. Üblich ist die Zählung nach der Ausgabe von Immanuel Bekker. Die ursprüngliche Reihenfolge war nach der heute vorherrschenden Ansicht I–VI, VIII, IX, VII, X. Die Echtheit der Bücher I–VI und VIII ist unstrittig, doch wird mit später eingefügten Zusätzen gerechnet, von denen mindestens ein Teil nicht von Aristoteles stammt. Die Authentizität der Bücher VII und IX ist umstritten. Buch X gilt als sicher oder mit großer Wahrscheinlichkeit unecht.
Die Entstehungszeit des Werks ist unbekannt; es ist gut möglich, dass die Abfassung sich über einen langen Zeitraum erstreckte und immer wieder Änderungen vorgenommen wurden.

## Inhalt
Buch I beginnt mit der Einteilung der „Körperteile“, worunter Aristoteles nicht nur Gliedmaßen und Organe versteht, sondern auch Fleisch, Fett und Blut. Er unterscheidet zwischen „gleichteiligen“ (homogenen) Teilen wie Fleisch und Knochen und „ungleichteiligen“ (heterogenen, „instrumentalen“) Teilen wie zum Beispiel der Hand, die aus gleichteiligen (Fleisch, Knochen, Sehnen) aufgebaut sind. Aristoteles stellt Übereinstimmungen und Unterschiede zwischen den Tierarten hinsichtlich ihrer Ausstattung mit diesen Teilen sowie nach anderen Merkmalen wie Bewegungsweise und Fortpflanzung fest.
Anhand dieses Befunds wendet er sich der Frage der zoologischen Klassifikation zu. Dabei kommt er zum Ergebnis (I.6), dass ein umfassendes Ordnungsschema zur restlosen Erfassung der gesamten Tierwelt nicht möglich ist, da manche Arten Sonderfälle darstellen, die sich nicht einfügen lassen. Es folgt die Untersuchung der Unterschiede in den Bestandteilen der Körper (Bücher I.6 bis IV.7), verschiedener sonstiger Unterschiede (Buch IV.8–11), der Unterschiede in der Fortpflanzung (Bücher V.1 bis VII.12) und schließlich der Unterschiede in Tätigkeiten, Verhaltensweisen und Einflüssen wie Ernährung, Sozialverhalten, Lebensraum sowie im Verhältnis zu Klima und Jahreszeiten (Bücher 8 und 9).
Dabei wird der Mensch als eine Art unter anderen Arten stets in die Untersuchung mit einbezogen, zumal er, wie Aristoteles hervorhebt, die am besten bekannte Art ist. Die Untersuchung schreitet vom Bekannten, deutlich Sichtbaren zum schwerer Erkennbaren fort.
Das Hauptanliegen des Aristoteles ist die Herausarbeitung der Unterschiede zwischen den Arten. Damit muss nach seiner Überzeugung ihre wissenschaftliche Erforschung beginnen. Die Frage nach einem hierarchischen Klassifikationssystem der Arten ist für ihn nebensächlich. Nirgends erörtert er die Einteilung in größere Gruppen ausdrücklich; obwohl er anscheinend ihr Urheber ist, behandelt er sie wie etwas Feststehendes. Zunächst teilt er die gesamte Tierwelt in „Bluttiere“, die alle eine Wirbelsäule aufweisen, und blutlose Tiere.
Die Bluttiere unterteilt er so:
- Säugetiere (lebendgebärend)
  - zweibeinige (Mensch)
  - lebendgebärende Vierfüßler (darunter Vielzeher, Zweihufer, Einhufer, Tiere mit Hauerzähnen, einige Meeressäuger)
- Vögel
  - Krummklauige (Raubvögel und Aasfresser), unterteilt in tag- und nachtaktive
  - Würmerfresser
  - Distelfresser
  - Spechte
  - Taubenartige
  - Spaltfüßige Wasservögel
  - Schwimmfüßer
  - flugunfähige Vögel
- Amphibien und Reptilien (eierlegend, vierfüßig oder fußlos)
- Fische
  - lebendgebärende (Haifische, Rochen)
  - Wale und Delphine (obgleich er vielfältige physiologische Ähnlichkeiten mit den Landwirbeltieren erkannt hatte wie Blut(kreislauf), Luftatmung, Gebärmutter, Laktation, Körperbehaarung, Flossenanatomie)[3]
  - eierlegende

Bei den blutlosen Tieren unterscheidet er Weichtiere, Krustentiere, Kerbtiere und Schaltiere.
Von 549 erwähnten Wirbeltierarten sind über 300 so exakt beschrieben, dass moderne Zoologen sie identifizieren konnten. Somit ist das Werk eine der ältesten Spezialenzyklopädien.

## Irrtümer
Die Historia animalium enthält einzelne offenkundige Irrtümer. So wird behauptet, dass die Eintagsfliege vier Beine habe (I.5 490a32–490b3 und V.19 552b17–23) und dass Männer mehr Zähne haben als Frauen (II 3 501b19f.). Daraus ergibt sich aber nicht die Folgerung, dass Aristoteles schlecht beobachtete, denn manche Angaben übernahm er ungeprüft aus fremden Berichten. Darunter waren Behauptungen, die er nicht überprüfen konnte, da sie sich auf Arten beziehen, die in fremden Regionen lebten oder, wie im Fall der Eintagsfliegen, aus einer ungenauen Beobachtung entsprangen. Die Eintagsfliegen stehen nur mit vier Beinen, da sie ihre Vorderbeine wie Fühler einsetzen und hoch erhoben über dem Kopf nach vorne gerichtet tragen.

## Wirkung

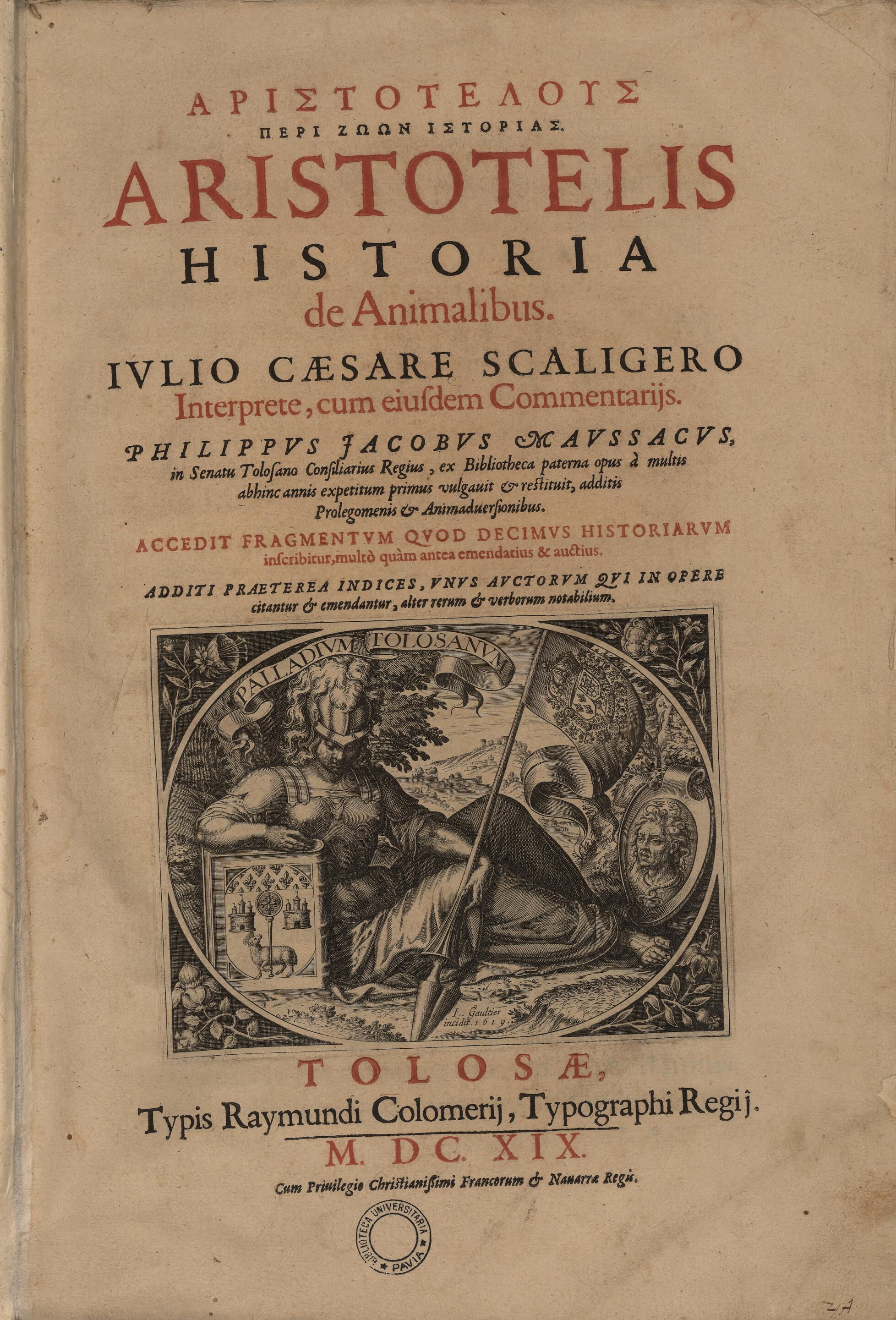
Historia animalium, 1619

### Antike
Nach dem Tod des Aristoteles haben seine Schüler das Forschungsprogramm, das er in seinen zoologischen Schriften dargelegt und begonnen hatte, fast gänzlich vernachlässigt, abgesehen von Theophrastos, der mehrere größtenteils nicht erhaltene Abhandlungen über Tiere schrieb. In der gesamten Antike verfasste niemand einen Kommentar zur Historia animalium und den anderen zoologischen Werken. Der Philosophiehistoriker Diogenes Laertios nennt die Historia animalium zwar unter den Werken des Aristoteles, hat aber (ebenso wie manche andere kaiserzeitliche Autoren) vermutlich nur eine Zusammenfassung gekannt. Galen kannte die zoologischen Schriften des Aristoteles und verwendete sie, indem er einzelne Aussagen teils zustimmend, teils ablehnend zitierte. Aber auch er hat nicht im Sinne des von Aristoteles konzipierten Programms zoologisch weitergeforscht.

### Mittelalter
Im 10. Jahrhundert berichtete der Gelehrte ibn an-Nadīm in seinem Kitāb al-Fihrist, das in neunzehn Bücher (maqālāt) gegliederte Kitāb al-hayawān (Buch der Tiere) des Aristoteles sei von Yahya ibn al-Bitriq ins Arabische übersetzt worden und es existiere laut einem Katalog einer Privatbibliothek, den er gesehen habe, auch eine syrische Übersetzung. Ob der in drei Handschriften überlieferte arabische Text, der im 9. Jahrhundert entstand, tatsächlich von ibn al-Bitriq stammt, ist unklar. Im Kitāb al-hayawān sind drei zoologische Schriften des Aristoteles zusammengestellt: Historia animalium (Buch 1–10), De partibus animalium (Buch 11–14) und De generatione animalium (Buch 15–19). Die drei Bestandteile sind nicht durch eigene Überschriften als separate Einheiten gekennzeichnet. Nicht mit dieser Aristoteles-Übersetzung zu verwechseln ist das Kitāb al-hayawān des al-Dschāhiz. Dort ist Material aus der Historia animalium verwertet, doch es handelt sich um ein eigenständiges Werk dieses Autors.
Spätestens 1220 übersetzte Michael Scotus das Buch der Tiere aus dem Arabischen ins Lateinische, und so wurde es der lateinischsprachigen Welt unter dem Titel De animalibus libri XIX (Neunzehn Bücher über die Tiere) bekannt. Um 1260 fertigte Wilhelm von Moerbeke eine zweite lateinische Übersetzung an, wobei er vom griechischen Text ausging. Vom 14. Jahrhundert an verdrängte die jüngere Übersetzung langsam die ältere.
De animalibus war ein grundlegendes Lehrbuch für die scholastische Zoologie und philosophische Anthropologie des Spätmittelalters. Albertus Magnus verfasste eine umfangreiche Schrift De animalibus (Über die Tiere) in 26 Büchern; in Buch 1–10 behandelte er kommentierend den Stoff der Historia animalium. Weitere scholastische Gelehrte, die im 13. Jahrhundert umfangreiche Kommentare schrieben, waren Petrus Hispanus (Medicus) und Gerhard von Breuil.
Aus dem Lateinischen wurde die Historia animalium im 13. Jahrhundert ins Hebräische übersetzt. Diese Übersetzung verwendete um 1300 der Gelehrte Gershom ben Shelomoh ausgiebig in seiner naturwissenschaftlichen Enzyklopädie Himmelstor.
Im byzantinischen Reich verfasste im 12. Jahrhundert der Gelehrte Johannes Tzetzes einen Kommentar zur Historia animalium.
Nach 1450 erstellte der Humanist Theodorus Gaza eine neue, den damaligen Ansprüchen genügende lateinische Übersetzung, die 1476 erstmals gedruckt wurde und 1504 bei Aldus Manutius in Venedig erschien. Dieser lateinische Standardtext bildete in der Folgezeit die Grundlage für die naturwissenschaftliche Befassung mit dem Werk. 1497 brachte Aldus Manutius die erste Druckausgabe (Editio princeps) der griechischen Originalfassung heraus.

## Gleichnamige neuzeitliche Werke
Der Zürcher Universalgelehrte Conrad Gessner griff den Titel Historia animalium auf und beschrieb alle um das Jahr 1550 bekannten Tier- und Pflanzenarten auf 4500 Seiten. Jede der Arten beschrieb er in acht Abschnitten, darunter Aussehen, Verhaltensgewohnheiten und Nützlichkeit für Ernährung und Medizin.
Neben Conrad Gessner gilt Ulisse Aldrovandi als einer der Begründer der modernen Zoologie. Vor allem seine sehr detaillierten systematischen Untersuchungen machten ihn bekannt. Sein Hauptwerk ist die aus elf Bänden bestehende Historia animalium, von der besonders die drei Bände über Vögel Ornithologiae libri XII (1599–1603) als Ergänzung zu Gessners Werk bekannt wurden.

## Ausgaben und Übersetzungen (teilweise mit Kommentar)
- Hermann Aubert, Friedrich Wimmer (Hrsg.): Ἀριστοτέλους ἱστοριαι περί ζώων. Aristoteles Thierkunde. Engelmann, Leipzig 1868 (kritische Edition mit deutscher Übersetzung und Erläuterungen; online)
- David M. Balme (Hrsg.): Aristotle: Historia animalium. Band 1: Books I-X: Text. Cambridge (Massachusetts) 2002, ISBN 0-521-48002-7
- Pieter Beullens, Fernand Bossier (Hrsg.): De historia animalium. Translatio Guillelmi de Morbeka. Pars prima: Lib. I–V (= Aristoteles Latinus, Band XVII 2.I.1). Brill, Leiden 2000, ISBN 90-04-11863-2 (kritische Ausgabe der mittelalterlichen lateinischen Übersetzung)
- Paul Gohlke (Übersetzer): Aristoteles: Tierkunde (= Aristoteles: Die Lehrschriften, Band 8,1). 2. Auflage, Paderborn 1957
- Christof Rapp (Hrsg.): Aristoteles, Werke in deutscher Übersetzung. Band 16: Zoologische Schriften I. Historia animalium. Akademie Verlag (ab 2019: de Gruyter), Berlin 2013 ff.
  - Teil 1: Buch I und II. Übersetzt, eingeleitet und kommentiert von Stephan Zierlein, 2013, ISBN 978-3-534-02004-1
  - Teil 3: Buch V. Übersetzt, eingeleitet und kommentiert von Katharina Epstein, 2019, ISBN 978-3-534-27102-3
  - Teil 5: Buch VIII und IX. Übersetzt und erläutert von Stefan Schnieders, 2019, ISBN 978-3-534-27064-4, ISBN 978-3-11-051889-4.
- Lesley Dean-Jones: Historia Animalium book X: Aristotle's endoxon, topos and dialectic on On Failure to Reproduce. (Cambridge classical texts and commentaries, 61). Cambridge University Press, Cambridge, New York 2023. – Rezension von David D. Leitao, Bryn Mawr Classical Review 2024.06.13